# Żebbuġ (illa de Malta)
|  | No s'ha de confondre amb Żebbuġ (Gozo). |

Żebbuġ, lit. ‘olives’, o també Città Rohan és una ciutat de Malta. En el cens de 2007 tenia 12.200 habitants, cosa que la fa la desena ciutat del país, i una superfície de 8,7 km². El s. XVIII fou elevada a la categoria de ciutat pel Gran Mestre Emmanuel de Rohan-Polduc, d'aquí deu el seu sobrenom.